# Chu (Fluss)
Der Chu (Vie: Sông Chu) (Lao: Nam Sam) ist ein 325 km langer Fluss in Laos und Vietnam.
Er entspringt im Nordosten von Laos nahe Sam Neua in der Provinz Houaphan. Danach fließt er 165 Kilometer nach Osten und überquert dann die Grenze zu Vietnam. Dann durchquert der Chu die Provinzen Nghệ An und Thanh Hóa und mündet nach weiteren 160 km in Vietnam in die Ma. Der Chu hat ein Einzugsgebiet von 7580 km², wovon 4570 km² auf Laos und 3010 km² auf Vietnam entfallen.